# Hải đăng Cordouan

Hải đăng Cordouan là một ngọn hải đăng lịch sử vẫn còn hoạt động nằm ngoài biển cách đất liền khoảng 7 kilômét (4,3 dặm), gần với đoạn rộng nhất của cửa sông Gironde, được hình thành bởi hợp lưu của hai con sông Garonne và Dordogne đổ ra Đại Tây Dương. Về mặt hành chính, nó nằm ở xã Le Verdon-sur-Mer, tỉnh Gironde, thuộc vùng Nouvelle-Aquitaine, cách không xa xã Royan và mũi Pointe de Grave của Bán đảo Médoc ở Vaux-sur-Mer
Được xây dựng từ năm 1584 cho đến năm 1611, đây là ngọn hải đăng lâu đời nhất tại Pháp vẫn còn hoạt động. Đôi khi được gọi là "Versailles của biển" hay "Hải đăng của các vị vua" hoặc thậm chí là "Vua của các ngọn hải đăng", đây là ngọn hải đăng đầu tiên được xếp hạng Di tích lịch sử quốc gia tại Pháp vào năm 1862. Với chiều cao 68 mét (223 ft), nó là ngọn hải đăng truyền thống cao thứ 10 thế giới. Công trình này được đánh giá là kiệt tác thời Phục hưng, là sự kết hợp của cung điện hoàng gia, nhà thờ và pháo đài. Năm 2021, ngọn hải đăng này đã chính thức được UNESCO công nhận là Di sản thế giới.

## Lịch sử
Các tháp đèn hiệu nhỏ đã có trên đảo từ năm 880 nhưng cấu trúc phù hợp với mục đích sử dụng đầu tiên được thực hiện bởi Edward, Hắc vương tử vì khi đó Guyenne vẫn là một tỉnh của Anh. Cấu trúc đó chỉ cao 15 mét (49 ft) với một bệ đỡ trên cùng dùng làm nơi đốt củi được vận hành bởi một ẩn sĩ. Mỗi một tàu thuyền đi qua đây sẽ phải trả 2 Groat. Ngoài ngọn tháp thì trên cù lao này còn có một nhà nguyện nhỏ. Vào nửa sau của thế kỷ 16, tòa tháp đã rơi vào tình trạng hư hỏng và giao thông hàng hải đã đe dọa nghiêm trọng, ảnh hưởng đến việc buôn bán rượu vang ở Bordeaux. Điều này dẫn đến việc xây dựng ngọn hải đăng Cordouan hiện tại.

## Thiết kế
Louis de Foix cho xây dựng một đế tròn có đường kính 41 mét (135 ft) và cao khoảng 2,4 mét (7,9 ft) nhằm chống lại những cơn sóng biển dữ dội. Bên trong là một khoang rộng 20 foot vuông (1,9 m2) để chứa nước và các vật dụng thiết yếu khác. Bên trên là bốn tầng tháp có kích thước nhỏ dần. Tầng trệt là một tháp tròn có đường kính 15 mét (49 ft) là nơi ở cho bốn người canh giữ quanh một bức tường trong. Trung tâm là lối vào một phòng họp được trang trí lộng lẫy rộng 22 foot vuông (2,0 m2) và cao 6,1 mét (20 ft). Tầng thứ hai được gọi là "Phòng của Nhà vua" bao gồm một phòng vẽ, phòng khách và một số tủ quần áo. Tầng ba là một nhà nguyện với mái vòm đáng chú ý vì vẻ đẹp của bức tranh khảm. Bên trên là một đèn phụ và trên đó là đèn chiếu chính của hải đăng.